# San Fernando (kommun), Colombia
San Fernando är en kommun i Colombia.   Den ligger i departementet Bolívar, i den norra delen av landet, 500 km norr om huvudstaden Bogotá. Antalet invånare är 12 965. San Fernando ligger vid sjön Ciénaga Astillero.